# دوپازا
دوپازا نام کوهستانی است در ۱۳ کیلومتری غرب شهر سردشت در استان آذربایجان غربی ایران.
کوهستان دوپازا با ۲۷۹۱ متر بلندی در نوار مرز ایران با عراق واقع شده و دارای ۹ قله است.

## کوه‌ها
- در شمال: بردسیبان و بلفت
- در جنوب: لک‌لک، شهید زین‌الدین، کله قندی، فرفری
- در شرق: رستم آلیان، کانی‌رش

در غرب دوپازا منطقه دشت شهر قلعه‌دیزه عراق واقع شده‌است.

## در زمان جنگ
تسلط بر این کوهستان در جنگ ایران و عراق از اهمیت ویژه راهبردی برخوردار بود.
در این جنگ، عملیات نصر ۷ نیروهای ایرانی در محور قلعه‌دیزه - ارتفاع دوپازا انجام گرفت.
در تاریخ ۲۱ مرداد ۱۳۶۶ چهار گردان از نیروهای عراقی به ارتفاعات بلفت و دوپازا پاتک زدند و نوک قله بلفت را در ساعات اولیه روز متصرف شدند که در همان روز نیروهای ایران این قله را بازپس گرفتند.
در سال ۱۳۸۶ مأموران ستاد گردشگری جنگ برای شناسایی مکان‌های یادمانی جنگ به بررسی ارتفاعات دوپازا پرداختند.